# Артюгино (Красноярский край)
Артю́гино — посёлок в Богучанском районе Красноярского края России. Административный центр Артюгинского сельсовета.

## История
Посёлок Артюгино был основан в 1930 году.

## География
Посёлок находится в северо-восточной части края, на правом берегу реки Ангара, вблизи места впадения в неё реки Артюгина, на расстоянии приблизительно 37 километров (по прямой) к западу-северо-западу (WNW) от села Богучаны, административного центра района. Абсолютная высота — 141 метр над уровнем моря.

## Население
| 2010 |
| ---- |
| 687  |

Гендерный состав
По данным Всероссийской переписи населения 2010 года в гендерной структуре населения мужчины составляли 51,8 %, женщины — соответственно 48,2 %.
Национальный состав
Согласно результатам переписи 2002 года, в национальной структуре населения русские составляли 90 % из 978 чел.

## Инфраструктура
В посёлке функционируют средняя общеобразовательная школа, детский сад, фельдшерско-акушерский пункт (филиал Богучанской районной больницы), библиотека, сельский дом культуры и отделение Почты России.

## Улицы
Уличная сеть посёлка состоит из 9 улиц и 1 переулка.